# アルフ・フォン・ムト・ハイム
アルフ・フォン・ムト・ハイムまたはアルフ・フォン・ムトーハイム（1966年2月27日 ‐ 1976年9月18日）は、日本の警視庁刑事部鑑識課に所属した警察犬（直轄犬）。オスのジャーマン・シェパード・ドッグで、書籍など一般には「警察犬アルフ」や、「アルフ号」と称される。
連合赤軍関連事件などで活躍し、生涯に警視総監賞2回、警察庁刑事局長賞2回、警視庁刑事部長賞9回など計109回の表彰を受け、名警察犬として名を残した。警視庁ホームページ内に業績を記したページがある他、兵庫県尼崎市の尼崎市動物愛護センターには、忠犬ハチ公などと共に名犬の1頭としてブロンズ像が飾られている。

## 生涯

### 出生から幼少期
東京都練馬区土支田町（当時）にあった民間警察犬訓練所にて、父・マックス号、母・アデラ号の子として産まれた9頭のうちの1頭で、両親とも代々競技会などで優れた成績を残した血統であった。アルフ号は、体格は他よりもやや小柄ながら尻尾の振りがよく、訓練士に甘える際に他が身体の正面からじゃれつくのに対して、背中をよじ登ろうとする変わった仔犬だったという。生後2ヵ月半頃に、一旦は他の8頭と同様に民間に譲られたが、気性が荒く人を噛むとして数ヶ月で返され、素質を見た訓練士の判断で警察犬としての訓練を受けることとなった。

### テスト犬時代
民間訓練士より推薦を受けたアルフ号を担当したのが、後にアルフ号と共に注目を浴びた天野重夫（あまの しげお）巡査（当時）である。天野は温厚篤実かつ粘り強い人物で、直轄犬制度導入の翌年（1957年）から警察犬を担当し、アルフ号以前の担当犬でも実績を挙げていた。初めてアルフ号を見た天野は、体躯の小柄な点を心配したが、十分な持来欲（じらいよく）を持つ点と、当時優秀な成績を挙げていた担当犬アリス号と顔つきが似ている点に期待したという。
1967年2月7日に警視庁警察犬訓練所の「テスト犬」（仮入所）となったアルフ号は、当初、問題の多い犬だった。先天的に胃腸が弱く、排便時間でないときに犬舎で下痢をするので、他の犬とは別に消化の良い餌を与える必要があった。訓練にあたっては、「座れ」「伏せ」などの動作はできたが、体力が無く障害飛越訓練などで疲れると言うことを聞かず犬舎へ逃げ戻るので、訓練所の係員からは「ダメ犬」との批判や民間訓練所への返却を促す声もあった。一般に直轄犬導入には3ヶ月の「テスト犬」期間を置き、その満了時に警察犬としての適性を評価し民間訓練所へ返却するか警察予算で購入するかを決定されるが、アルフ号は実績ある天野の請願によってその期間を延長された。
アルフ号には体力以外に何か長所があると考えた天野は、アルフ号に体力を要する訓練を無理に強いず、代わりに応用訓練である足跡追求などを試みたところ、アルフ号は地面との摩擦で鼻先に傷を負ってもなお匂いを追う集中力の強さを見せ、この点で適性を認められて、仮入所から10ヶ月ほどを経た1967年12月1日に直轄犬採用（正式入所）された。なお、この際天野は、アルフ号と仲の良かった同僚犬アリス号を使い、アリス号の匂いを追わせるところからアルフ号の特質を導き出したともされる。

### 現役時代
正式採用されたアルフ号が初めて出動したのは1968年10月31日、清瀬町（当時）で発生した女児誘拐事件である。この事件は発生から警察犬の出動要請まで7時間ほど空いており、時間が経つほど現場では匂いが失われるため警察犬の効果は薄いと考えられたが、天野は訓練期間中とは言え匂いを追う能力の高いアルフ号を伴い出動することにした。結果として女児を発見できなかったものの、後日判明した事実によると、アルフ号は女児の足取りをほぼ正確に辿っていた。
初出動以後1年半ほど、アルフ号には出動の機会が無かった。天野には他にもレックス号とアリス号という優秀な担当犬が居たので現場ではそのどちらかを使い、訓練を満了していないアルフ号の仕上がりを待ったためである。加えて、天野が巡査部長昇任に伴って1969年7月から9月まで警察学校入校のため訓練所を離れたことと、同年9月に彼が剣道の稽古中、右足にアキレス腱断裂の怪我を負ったことも影響した。
1970年5月31日未明、墨田区両国の民家の庭先に潜んでいた男が、本所警察署に連行された。その周辺では年の初めから商店や料理店を狙う窃盗事件が相次ぎ、本所署が重点警戒を行っている最中に荒らされた料理店から逃走した男を取り押さえたものだが、男があくまで容疑を否認するので、警察犬による証拠鑑定を要請された。アルフ号を伴って出動した天野は、現場に遺留された手袋をもとに、男のものを含む複数のハンカチから同じ匂いのものを犬に選ばせる「物品選別」（臭気選別）を実施、3度繰り返してもアルフ号が彼のハンカチのみを選んだ事実を突きつけると、男は容疑を認め、後に20件あまりの余罪をも自供した。これがアルフ号の初手柄となり、課長賞を授与された。
これ以後、天野とアルフ号は様々な事件に出動したが、中でも真岡銃砲店襲撃事件とあさま山荘事件での働きは新聞やテレビなど報道にも大きく取り上げられ、それまで地味であるが故に一般には馴染みの薄かった警察犬の活動を、広く認知させたと言われる。

### 晩年と最期
1976年2月6日、昭島警察署からの要請で、天野とアルフ号は出動した。昭島署管内では、商店ばかりを狙いドライバーで戸をこじ開け侵入して金庫を盗む手口の連続窃盗事件が発生しており、要所に署員を配置して警戒していた2月5日、挙動不審な男性に職務質問をしたところドライバーを所持しており、さらに窃盗の前科のあることが分かったため任意同行を求めて連行したが、連続窃盗事件について男性は頑として否認を続けたため、警察犬による物品選別を依頼されたものである。ところが、アルフ号は現場の遺留品と男性の匂いが一致しないと判定、決定的な物的証拠も無かったため、昭島署は即日、男性を釈放した。後日、真犯人が検挙され、アルフ号は男性の無実を証明した形となったが、結果的にはこれがアルフ号の担当した最後の事件となった。
それから2週間近く経った2月19日朝、あさま山荘事件発生から4周年にあたるこの日にフジテレビから『小川宏ショー』への出演を依頼されていた天野は、出発間際にアルフ号の異変に気づいた。アルフ号は番組への出演はしたものの終始不調だったため、訓練所ではアルフ号をしばらく休養させることにした。このときのアルフ号の不調は視聴者にも伝わったらしく、訓練所に激励の手紙が届いたり、見舞金を持参する人もいたという。アルフ号はその後、5月に一旦は回復したかに見えたが、7月に入って老衰による神経痛と出血性の腸炎を患っていることが判明した。警察犬訓練所発足20周年の取材に訓練所を訪れた毎日新聞記者は、8月14日付夕刊にアルフ号の闘病を報じ、その読者から再び手紙や見舞い品が届けられた。その後も天野をはじめ訓練所所員らによる手厚い看護を受けながら一進一退を繰り返していたアルフ号は、1976年9月18日午後6時50分、永眠した。天野に看取られながらの安らかな最期であった。
鑑識課長を喪主として9月20日に訓練所車庫で執り行われた葬儀は、警察犬のそれとしては異例の、僧を招き読経してもらう本格的なものであった。警察関係者はもとより、民間からも弔電・弔辞が届けられ、土田國保警視総監（当時）からは、警視総監賞として金メダルが贈られた。死後、生前の功績に対して警視総監賞を贈られた警察犬は、アルフ号が最初である。アルフ号は、約10歳7ヶ月の生涯のうち実働7年間、271回出動して36.6%の高い効果率を挙げた。

## アルフ号の携わった主な事件
真岡銃砲店襲撃事件
1971年2月17日午前2時半頃、電報配達を装った男ら6人組が、栃木県真岡市にある銃砲店を襲い、猟銃10丁（散弾銃9丁＆ライフル1丁）、空気銃1丁、散弾1,500発あまりを奪い逃走した。同4時過ぎ、北区岩淵町交番前に設けられた赤羽警察署署員の検問を1台のライトバンが突破、間もなく建物に衝突し大破しているのが発見され、乗っていた男2人が徒歩で逃走したと見られたため警察犬の出動を要請され、天野とアルフ号が出動した。周辺を捜索し、においの痕跡が消えた場所を中心に捜査したところ、アルフ号がかすかな物音に気づき、住宅のゴミ集積場に潜んでいた2人を発見、緊急逮捕した。この事件はいわゆる京浜安保共闘の仕業で、2人は同グループの重要人物であった。この功績によりアルフ号は、警察犬としては初めて警視総監室へ招かれ、本多丕道警視総監（当時）手ずから警視総監賞の首輪とメダルを授けられたのをはじめ、刑事部長賞、公安部長賞、警ら部長賞、栃木県警本部長賞を受賞して「五冠王」と報道され、全国的な話題となった。
あさま山荘事件
1972年2月19日から2月28日にかけて、連合赤軍メンバー5人が長野県北佐久郡軽井沢町の保養施設「浅間山荘」に立て篭もった際は、先だって森恒夫と永田洋子を逮捕した妙義山中に他の連合赤軍メンバーがまだ潜んでいる可能性があると見た群馬県警察により、捜索の応援としてアルフ号の出動を要請され、襲撃を得意とする同僚のバルダ号（メス・当時3歳）と共に出動、2月19日から21日にかけ雪深い山中を捜索し、雪中に埋められていたダイナマイトやパイプ爆弾、連合赤軍の出納記録を記したノートなどの遺留品約300点を発見、さらに野宿した痕跡を2つ発見してメンバーらの足取りを明らかにし、22日に交代の犬に任を譲って帰京した。なお、この事件では浅間山荘に立て篭もったメンバーが戸外へ出たところを警察犬に襲撃させる案もあり、警視庁警察犬訓練所からも増援が出されたが、アルフ号は先の捜索による疲労を回復させるためと都内での事件発生に備え参加せず、また警察犬による襲撃も実現しなかった。アルフ号はこの事件での功績により、2度目の警視総監賞と、公安部長賞、長野県警本部長賞を受賞した。
ビル荒らし「クモの陣十郎」事件
1972年7月8日、東京都中央区日本橋通3丁目にあるビルの管理人の通報により駆けつけた中央警察署の警官が、ビルとビルとの間を身軽によじ登る不審な男を発見し包囲したが見失った。要請を受けアルフ号と同僚のクラウディス号（オス・当時3歳）が出動、犯人の逃走経路を正確に追って遺留品を見つけ、逃走を図る犯人の逮捕に貢献した。犯人は度々ビル荒らしを行っていた前科10犯の男で、サーカス出身の軽い身のこなしと侵入手口から、当時放送されたNHK大河ドラマ「赤穂浪士」に登場した怪盗にちなみ「クモの陣十郎」とあだ名されていた。2頭はこの功績により、刑事局長賞、刑事部長賞、署長賞を受賞した。
世田谷連続放火事件
1973年11月3日午前2時から同4時頃にかけ世田谷3丁目と4丁目にて連続4件の不審火が発生、いずれも小火で済み、現場付近から逃げ出した男を間もなく確保したが、容疑を否認し続けたため、アルフ号により、まず現場付近の住宅の庭に落ちていたサンダルが男のものであることを証明し、そのサンダルの匂いが4件の火災現場に繋がることを証明したところ、男は自分が放火したことを認め、さらに同年1月から周辺で複数回発生した不審火についても自供した。この事件でアルフ号は署長賞を受け、また、犬舎へ直々に訪れた刑事課長より牛肉代として金一封を贈られたという。
陣場高原女子学生暴行事件
1975年4月15日、陣場高原へハイキングの下見に来た女子学生2人が、「森林警備隊員」を騙る男に山中で暴行された。被害者は2人とも翌日昼までに保護されたが、彼女らの証言から身許の判明した犯人は周辺の山岳に慣れた男で、潜伏先として陣場山から和田峠、市道山、臼杵山にかけての広範囲が想定されたため、警察犬の出動を要請された。クラウディス号（当時6歳）と共に出動したアルフ号は、クラウディス号が臼杵山から、アルフ号が陣場山から互いに向き合う方向に捜索を進め、まずクラウディス号が遺留品のロープを発見、同号とすれ違ったアルフ号は臼杵山のふもとで潜伏先と見られる農家を発見し、天野の報告を受けた五日市警察署署員が翌朝、その小屋で犯人を逮捕した。この事件でアルフ号は、刑事部長賞と署長賞を受けた。
新宿傷害男事件
1975年6月13日、新宿の寿司店へ借金取立てに訪れた暴力団員の男が、経営者の対応に腹を立て肉きり包丁で切りつけ、2ヶ月の重傷を負わせた。その後、血まみれの男を乗せたタクシー運転手の通報で駆けつけた警官が、男の降車した場所で血染めのハンカチを発見した。出動したアルフ号は、まず凶器の包丁を発見、さらに容疑者の自宅をつき止め、戸外に飛び出した男が逮捕された。

### 補足
1. ↑  アルフ号入所当時1箇所だった訓練所は、出動件数の増加などに対応すべく1974年5月21日に世田谷区喜多見に第二訓練所を新設（後に多摩市関戸へ移転）したのに伴い、「第一訓練所」と改称された。（広瀬 1977 pp.42-44、広瀬 1984 pp.138-139）
2. ↑  民間ペット霊園業者だが、1968年7月に警視庁警察犬の合同墓（鈴木 1987 pp.64-65）、1986年に「警視庁警察犬慰霊碑」が建立され、警視庁の警察犬など使役犬が合祀されている。（参考；“警視庁が警察犬を慰霊 捜査への貢献に感謝”.  47NEWS (2010年3月21日). 2011年6月30日閲覧。）
3. 1 2  「ちょっかつけん」。民間で飼育・訓練され試験を経て登録された犬を必要に応じて招集する「嘱託犬（しょくたくけん）」に対し、警察の購入した犬を警察官が飼育・訓練して活用する制度、並びにその犬。嘱託犬制度は1952年、直轄犬制度は1956年に開始された。（広瀬 1977 p.16及び§3(pp.45-63)、広瀬 1984 p.126及び§3(pp.139-149)）
4. ↑  アルフ号在籍当時、警視庁の直轄犬はジャーマン・シェパード・ドッグのみであった（広瀬 1977 p.49、広瀬 1984 p.141、鈴木 1991 p.14）。従って、本項に記載する他の警察犬も全てこの犬種である。
5. ↑  1957年2月から1993年3月まで（舟越 1994 p.29）36年間、警察犬を担当、資料で確認できる限りの最高位は係長（警部）（舟越 1994 p.32）。特にアルフ号の担当官としていずれの書籍でも取り上げられるが、それ以前のアリス号の担当官としても知られる。
6. ↑  担当官が投げたボールを、取って戻って来る意欲。警察犬訓練に必要な適性とされる。（広瀬 1977 p.74、広瀬 1984 p.154、三田村 1991 pp.10-12）
7. ↑  アルフ号の入所当時に天野が担当していた1頭。メス。1969年3月20日に高井戸警察署から脱走した強盗容疑者を捕らえ、警察犬として初の刑事部長賞の授賞式を『小川宏ショー』のスタジオで行われて注目された（広瀬 1977 pp.92-97、広瀬 1984 pp.163-166、鈴木 1987 pp.57-67、松田・熊丸 2002 pp.218-223）のをはじめ、生涯に301回出動（1984年まで日本の警察犬史上最多記録（鈴木 1987 p.69））、警視総監賞1回、刑事部長賞4回、鑑識課長賞68回など計80回以上の受賞歴を持ち、「警視庁警察犬史上最高の犬」と称された。1970年7月25日没。（広瀬 1977 pp.73-74、広瀬 1984 p.154、鈴木 1987 p.69・73、三田村 1991 p.74）
8. ↑  警察犬の排便は、毎日6回の定時に決められた排便所でするようしつけられる。（広瀬 1977 pp.107-108、広瀬 1984 pp.170-171、三田村 1991 p.30）
9. ↑  高さ1mのハードルを飛び越えたり、2mの板壁（はんぺき）をよじ登って越える訓練。（広瀬 1977 p.103、広瀬 1984 p.169、三田村 1991 p.46）
10. ↑  匂いを辿り、行方不明者や容疑者などの行方を捜す訓練。捜索対象の匂いの着いた布などを犬に嗅がせ、匂いを辿ってその痕跡を追わせる。（広瀬 1977 pp.104-105、広瀬 1984 pp.169-170、鈴木 1987 pp.73-74、三田村 1991 pp.54-60、松田・熊丸 2002 p.208）
11. ↑  女児は、幼稚園から都営住宅にある自宅へ戻ったところを、隣人の男に誘われ隣室内で殺害され、遺体は天井裏に隠されていた。女児の匂いを追ったアルフ号は、女児が一度自宅へ戻っていたことをつきとめたが、女児の母親の証言と食い違ったため誤りと考えられた。（広瀬 1977 pp.111-118、広瀬 1984 pp.173-176、三田村 1991 pp.64-66）
12. ↑  アルフ号が病に倒れた1976年は、直轄犬制度が導入され警察犬訓練所が設立された1956年から20年目の節目にあたる年で、11月には記念行事が予定されていた。（広瀬 1977 p.16、広瀬 1984 p.126）
13. ↑  出動回数に対して、犯人検挙やそれに結びつく証拠を発見した割合。（三田村 1991 p.139）
14. ↑  1969年入所。大変身軽な犬で、犬舎の天井近くの穴から外へ出て「忍者犬」などと呼ばれたという（広瀬 1977 p.176、広瀬 1984 p.205、鈴木 1987 p.99、三田村 1991 p.104）。容疑者から凶器を奪う「特殊襲撃訓練」を受けた犬で、あさま山荘事件では、武器を所持している可能性の高い連合赤軍メンバーと遭遇した際に、襲撃を不得手とするアルフ号に代わって対処すべく同行した（鈴木 1987 p.101、三田村 1991 pp.103-104）。アルフ号と一旦帰京した後に立て篭もり犯襲撃のため再び現場に参加した（広瀬 1977 p.195、広瀬 1984 pp.214-215、鈴木 1987 §5(pp.125-148)、三田村 1991 p.113）。1973年1月1日にフィラリアで没したが、一説にはこのときの無理がたたったとされる（鈴木 1987 p.147、三田村 1991 p.114）。